# 竹灣大義宮
竹灣大義宮得善堂，亦作竹篙灣大義宮，古稱納宮、四合宮或三合宮，臺灣澎湖縣西嶼鄉竹灣村地方公廟，主祀南天文衡聖帝關公，開基溫府王爺、天上聖母（媽祖），法師流派為「普庵派」。:60–62曾為全臺灣唯一合法飼養海龜的廟宇。

## 沿革
大義宮歷史最初可追溯至四百年前（明朝末年），當時廟宇興建在西嶼鄉東北臨港處，此處因內灣海水平靜，港灣東北有丘陵做屏障，且竹林叢生、生機盎然，來自福建金門的先民稱作「竹篙灣」（竹灣村舊名），並長久定居。約莫於清同治元年（1862年）與鄰近村落合蓋廟宇，時稱「納宮」，即大義宮之前身，併做鄰近橫礁村、合界村與小門嶼共計四處聚落的公廟，故又稱「四合宮」。
後因橫礁、合界、小門三地各自發展蓬勃，三處居民有感來往竹篙灣路途遙遠、甚為不便，便陸續於自家村落起建宮廟，竹篙灣公廟也藉機自行獨立，在日治時期明治42年（1909年）遷建今址，當時主祀神明為溫府王爺。大正11年（1922年）擴建廟宇，增祀文衡聖帝關公，信眾仰慕關公一生行跡高義，奉為主神，改稱「大義宮」，沿用迄今。
在遷建之前的明治37年（即光緒28年、公元1902年），大義宮開辦鸞堂「得善堂」:52-54，農曆初三、十六、廿九扶乩濟民、為蒼生解惑，迄今已有一百二十餘年歷史，並於一九Ο九年已酉年，請旨著造「省悟新篇」濟世勸善，歷經百餘年後，於民國一Ο八年，再著造「省悟覺迷金篇」。。
民國62年（1973年）竹灣大義宮重建廟身，籌資新台幣1600萬元，民國72年（1983年）竣工。此次翻修規模宏大，不僅在大義宮前雕作關公坐騎赤兔馬及其馬伕巨像，並在門口左右兩側豎立關平、周倉的雕像，外觀巍然闕偉，以期吸引旅人目光，前往大義宮朝聖。民國75年（1986年），廟方斥資180萬興建蓮花洞，洞內佈滿珊瑚蓮花等奇石、鯨魚骨的裝飾，並於殿內地下室飼養綠蠵龜、赤蠵龜、玳瑁等野生動物，順利成為萬眾矚目的觀光景點，不料卻於近年引起動保團體「虐待動物」的批評。
大義宮在睽違70餘年，在主公溫府王爺的指示下，於民國112年7月28日(農曆6月11日)進行恭請代天巡狩五府千歲，齊、范、韋、徐、白，五位代天巡狩千歲爺的請王大典，因受度蘇芮颱風影響而延至7月29日才恭請五府千歲登岸。

## 海龜飼養爭議
- 竹灣大義宮在民國78年（1989年）頒布《野生動物保育法》之前的民國59年（1970年）間便有飼養野生海龜的說法[9]，原本係養在戶外的半月池內[8]，當民國75年（1986年）大義宮大舉翻修時[5]，才將海龜移往地下室的水池，當時飼有5隻綠蠵龜、1隻赤蠵龜、3隻玳瑁，共計9隻海龜，陸陸續續生病死亡替換，至少有18隻海龜的飼養紀錄；綜觀自民國86年（1997年）統計紀錄，對於壽命平均達百年的海龜而言，大義宮海龜平均每三年死一隻，並不尋常。[10][11]在動保法已頒布之後的民國86年（1997年），也曾發生過大義宮負責人違法購龜，後被民眾舉報，移送法辦之情事。[8][10]

- 民國107年（2018年）6月，國立臺灣海洋大學學生因測出海龜體內重金屬含量超高發出聲明，嚴正要求大義宮，限期「改善海龜的生存環境」、「提出解決不當飼養具體方案與時程」及「聘請專業人士檢驗所有飼養行為」三大訴求[12]。同年11月，動物保育人士召開記者會批評大義宮地下室通風環境不佳，且生活環境狹隘，海龜相互推擠打鬥，又長期禁閉於地下室，並無日光照射，導致龜殼軟化等毛病叢生；另外，廟方和導遊放任民眾丟擲錢幣許願，容易造成海龜龜殼受傷及金屬中毒，如此歷時三十餘年，形同虐待動物[13]；兩天後，海洋保育署表示大義宮過去30年來陸續有11隻因病死亡，尚有8隻存活[14]。

- 大義宮管委會顧問蔡萬生則表示，海龜為全村公產，棄或養皆需得到全村共識，不易做出結論，但由於海龜給人工豢養已久，已不具備面對野生環境的生活技能，貿然野放無異於「放死」，現今廟方承諾會全力配合澎湖縣政府生態保育科規定，海龜也會定期至水產試驗所進行健康檢查，未來也不會再增加飼養數，並會加強環境改善，定期汰換水池，保持水質。[15][16]

- 大義宮於民國106年（2017）發起重修工程，同時募資改善海龜飼養環境，預計於民國108年（2019年）四月翻修完成。[17]

- 民國111年（2022年）4月，3隻海龜送水產試驗所健檢；同年6月27日，留在宮內的其中2隻綠蠵龜死亡；9天後，再傳出1隻玳瑁死亡[5]；隔天，澎湖縣政府農漁局將剩餘5隻海龜轉移至澎湖海洋生物研究中心安置。7月28日，大義宮管委會在縣長賴峰偉指示農漁局積極溝通協調之下，開會決議將海龜全數捐贈給縣府[18] 。11月16日，海洋保育署將剩餘5隻海龜（綠蠵龜3隻、赤蠵龜及玳瑁各1隻）全數野放[19]。

## 軼聞
據傳光緒11年（1885年）清法戰爭澎湖之役爆發，當法國軍艦砲轟澎湖島時，文衡帝君一度顯靈，發足踹開轟向竹篙灣的砲彈，保佑當地未受戰火波及。
但根據吳克文在民國72年（1983年）所撰〈竹灣大義宮重建碑記〉，竹灣村廟將主祀神明改作文衡帝君的時間乃日治時期的大正11年（1922年），而清法戰爭進攻澎湖年份為公元1885年，澎湖尚屬清朝版圖，當時竹灣村廟主祀神明仍為溫府千歲，故此文衡帝君顯靈的傳說有後世訛傳之虞。

## 圖輯

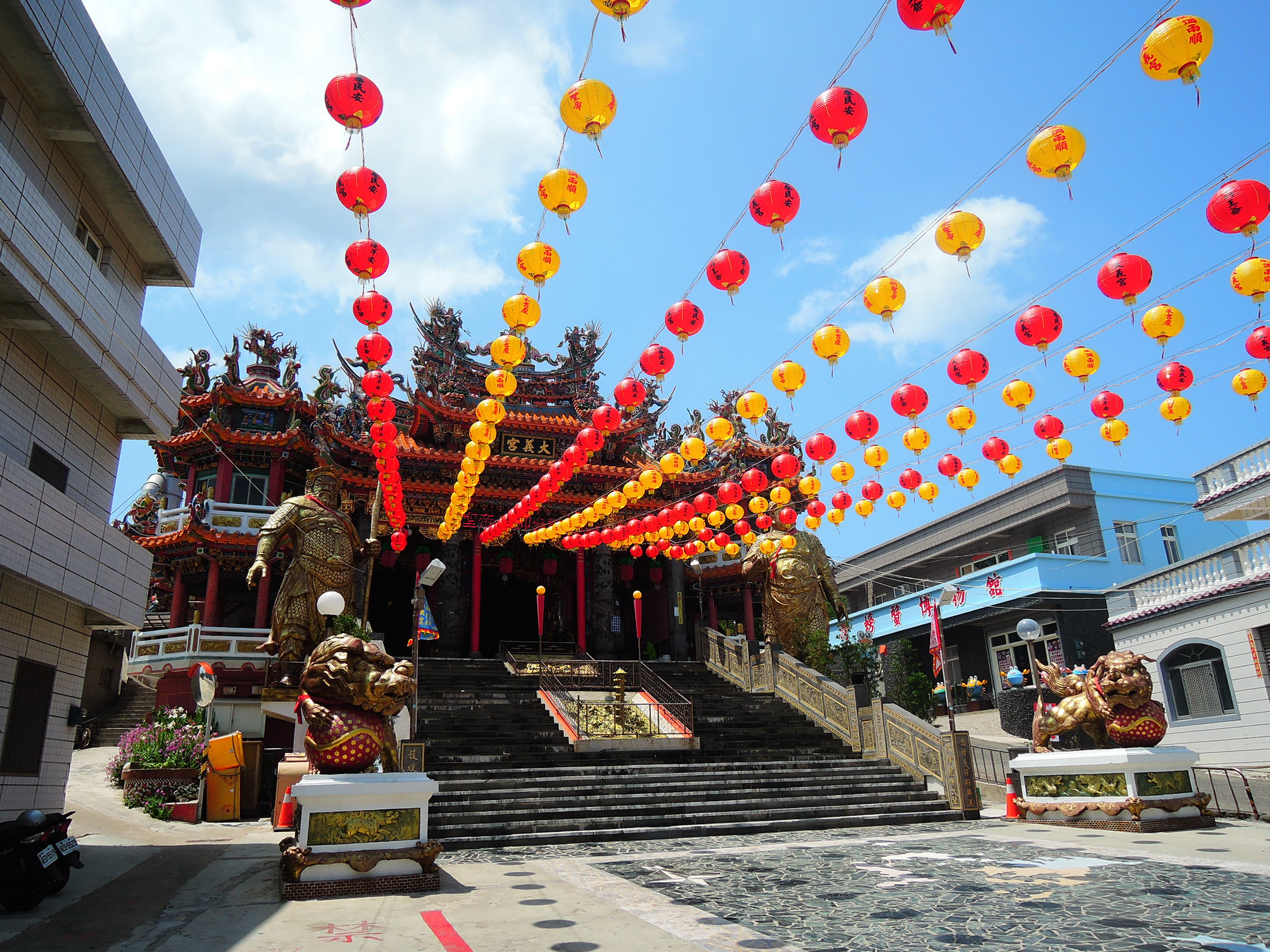
廟身立面與廟埕
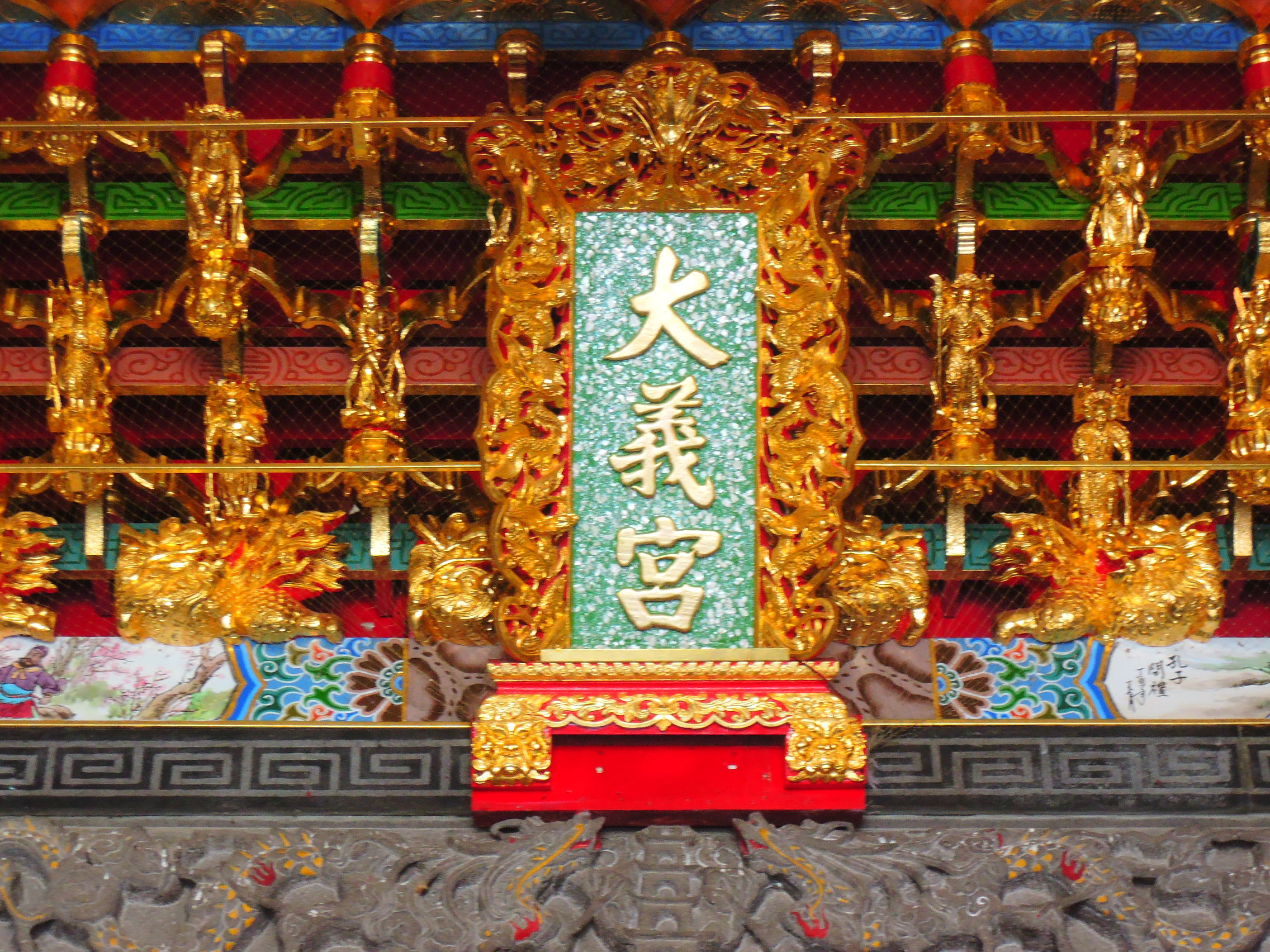
聖旨牌
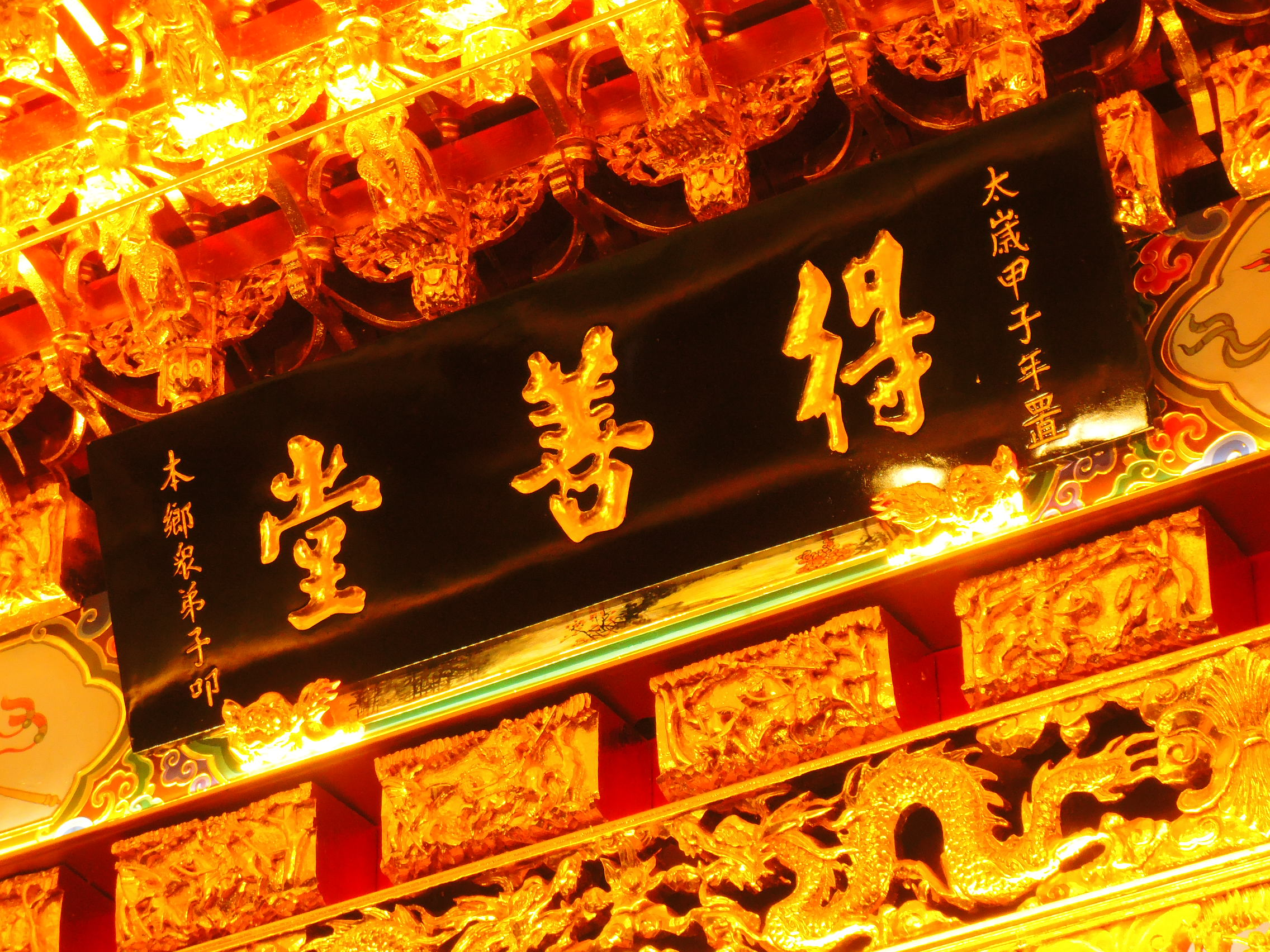
得善堂（鸞堂堂號）
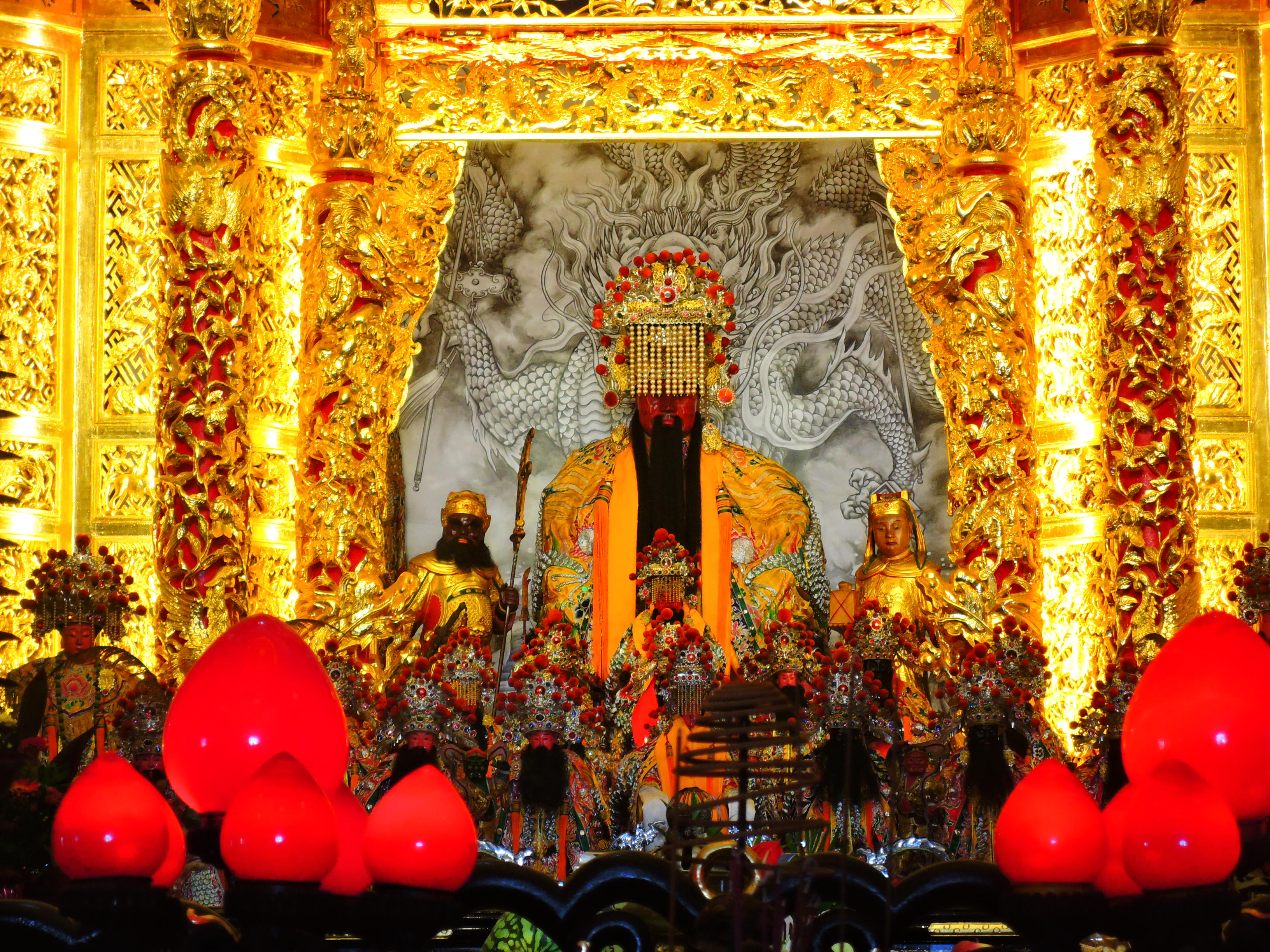
文衡聖帝君像
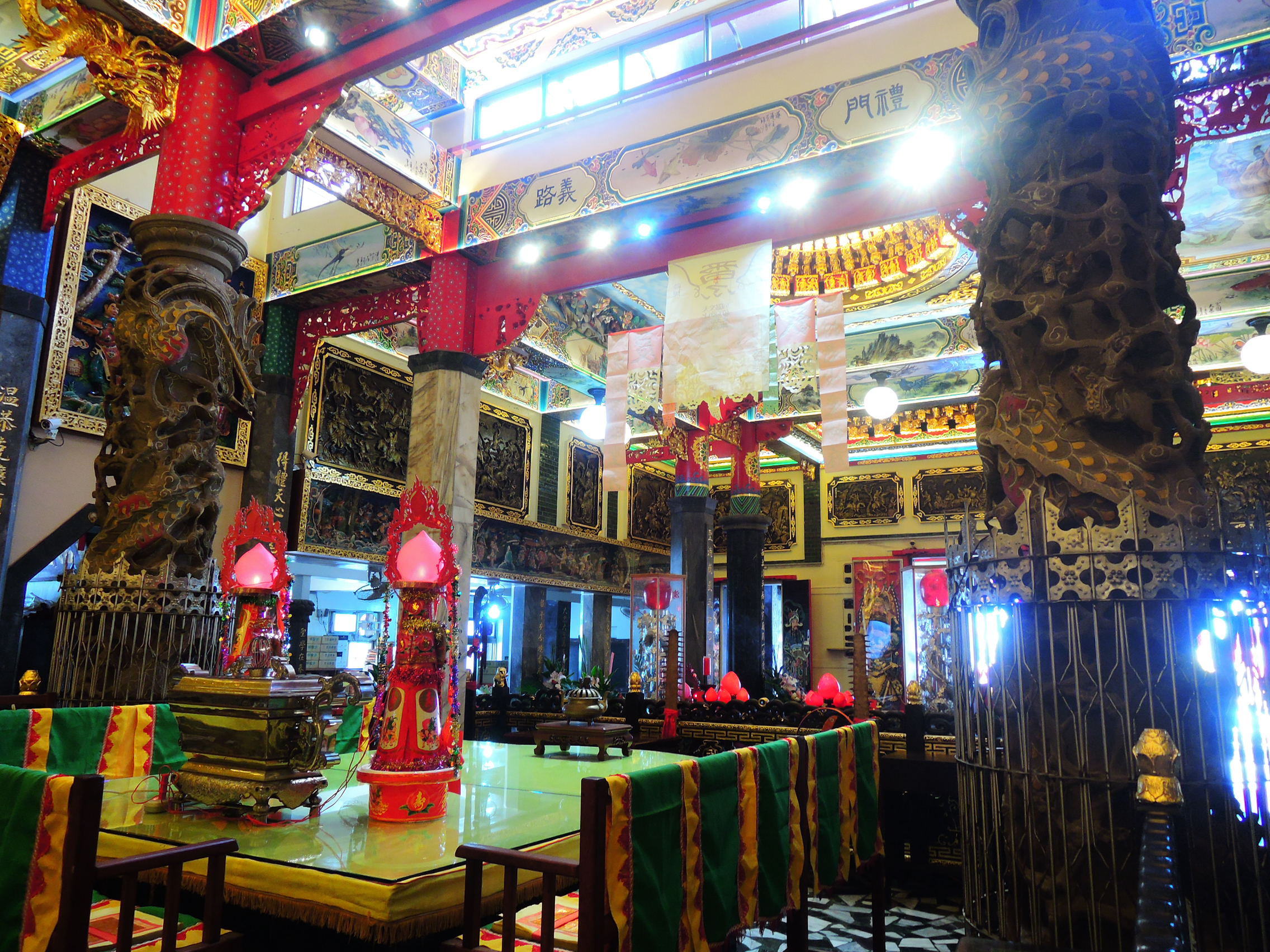
神明廳
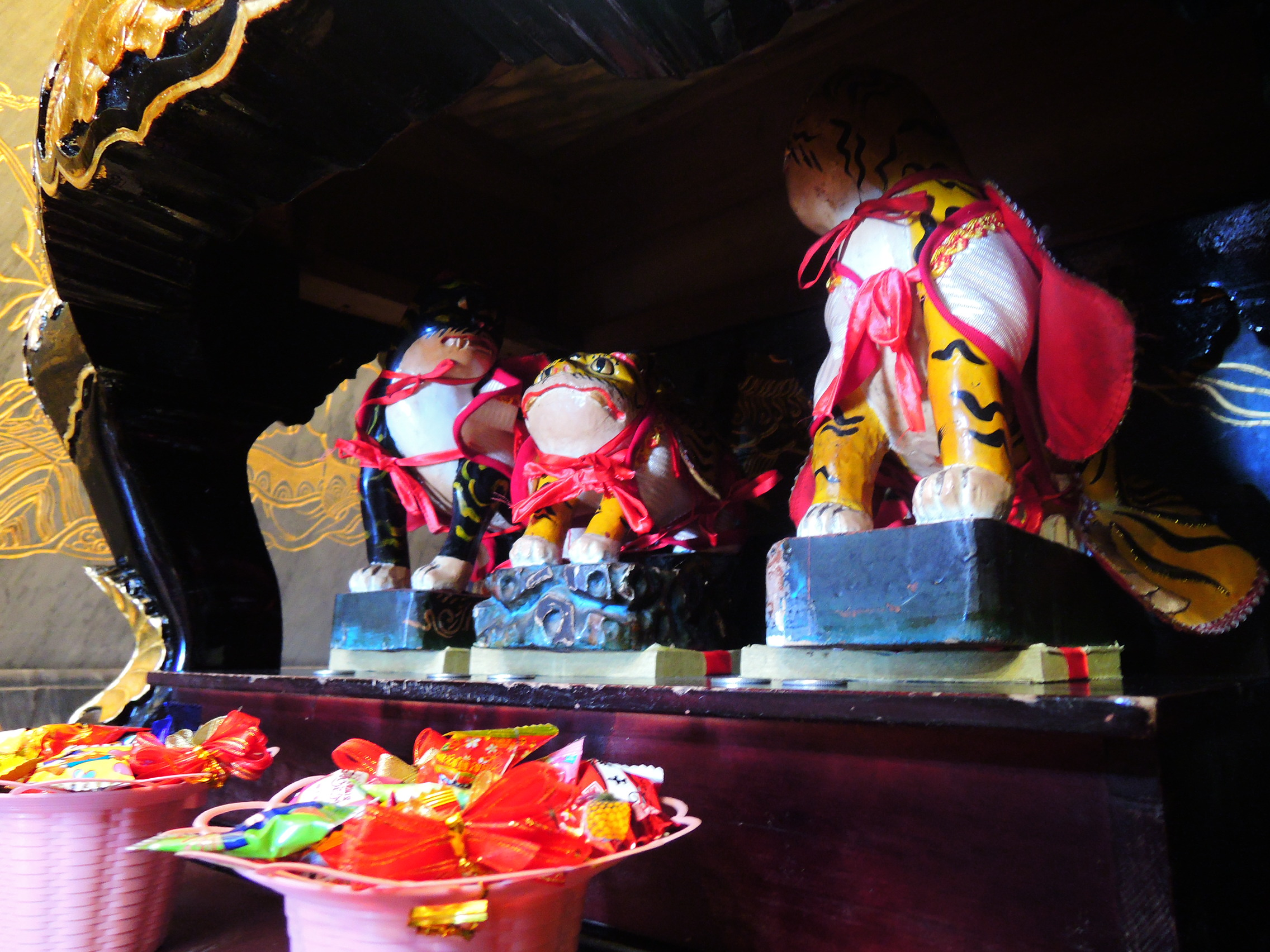
虎爺像
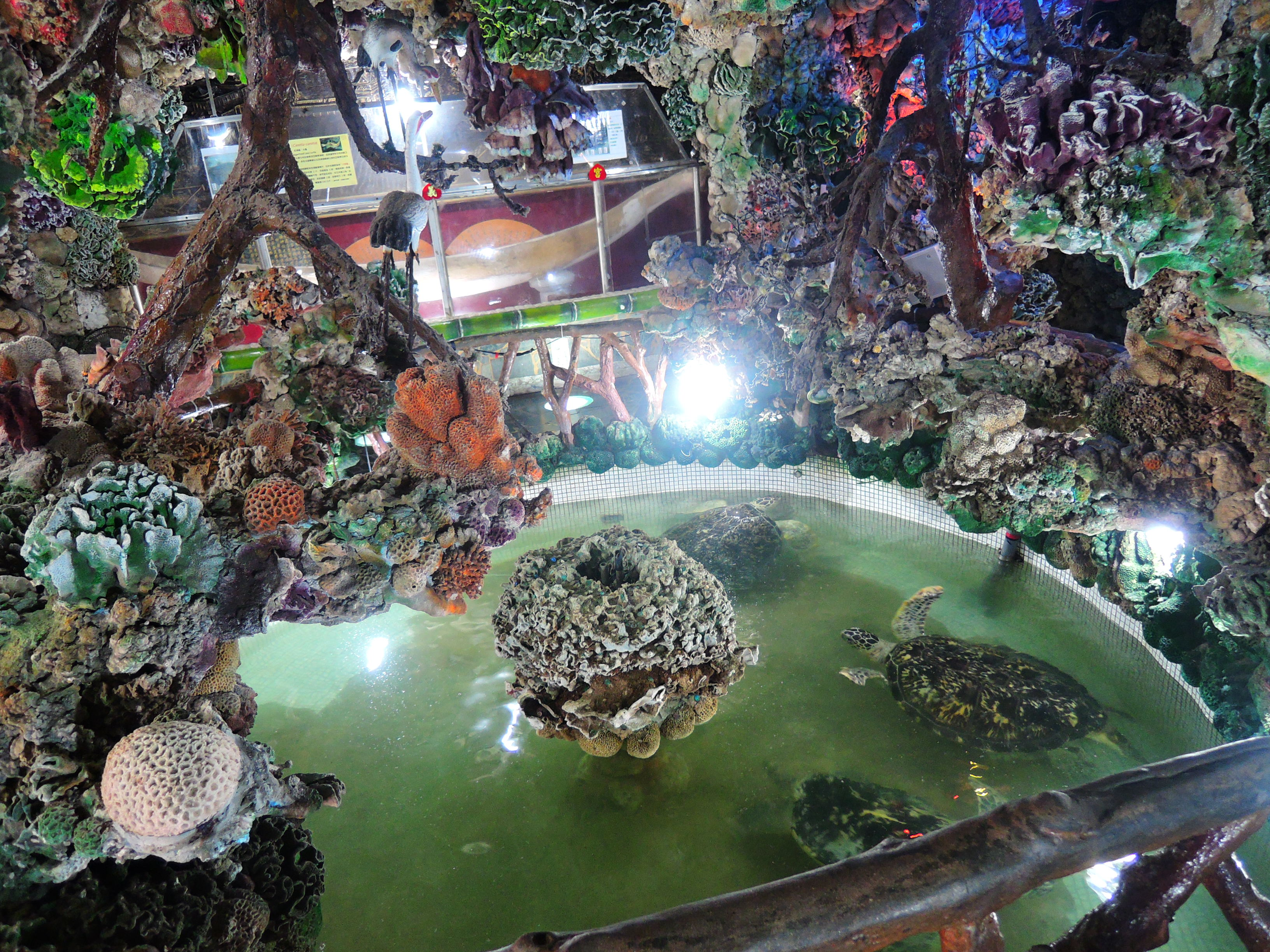
「海底龍宮」水池裡的玳瑁（2019年之前）
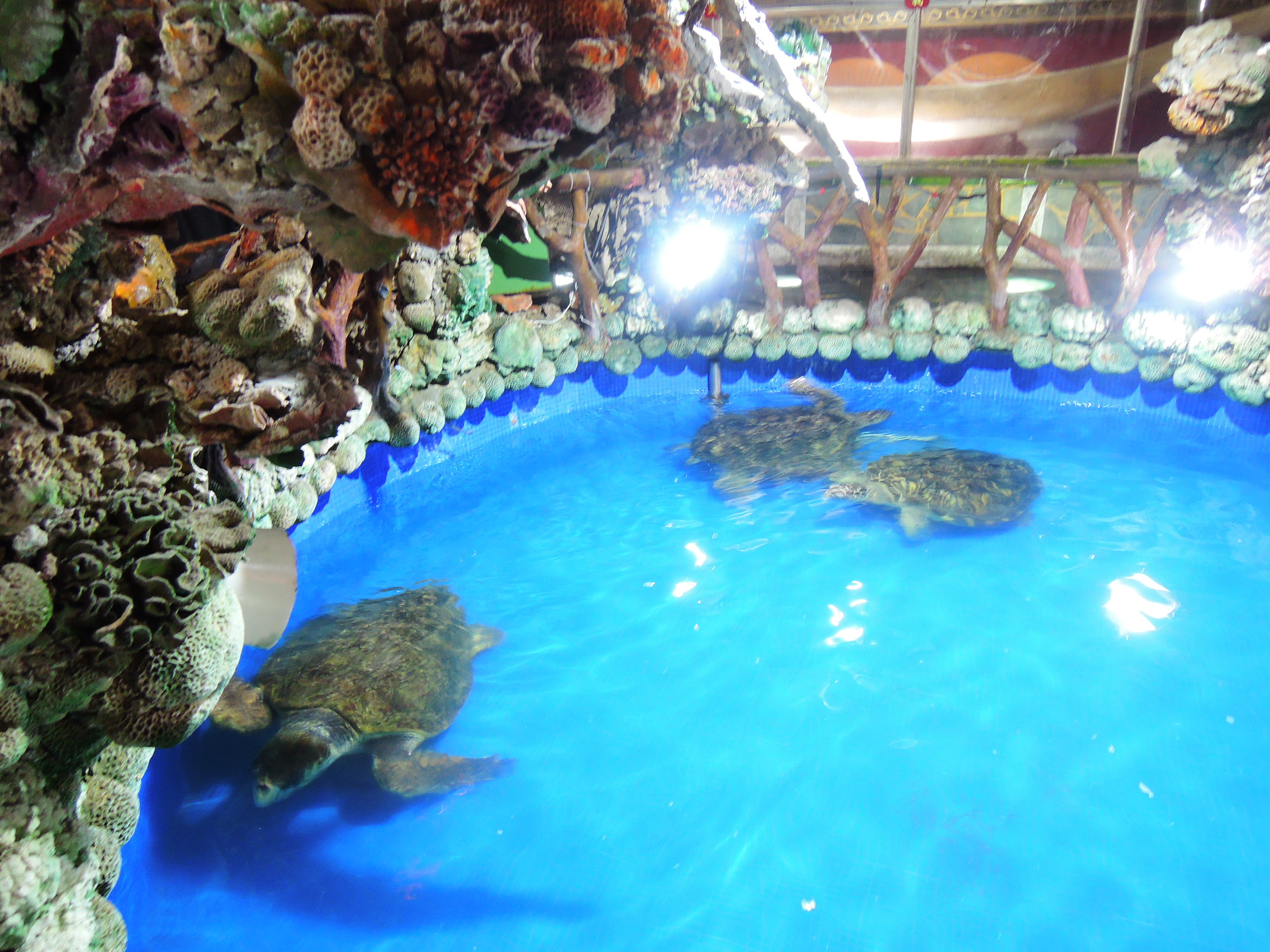
「海底龍宮」水池裡的玳瑁（2019年之前）

## 外部連結
- 竹灣大義宮的Facebook專頁